# Батифоле-Рушело-Пођола (Арецо)
Батифоле-Рушело-Пођола је насеље у Италији у округу Арецо, региону Тоскана.
Према процени из 2011. у насељу је живело 2676 становника. Насеље се налази на надморској висини од 250 м.